# حرکت براونی (فیلم)
حرکت براونی (به انگلیسی: :ˑBrownian Movement) فیلمی در ژانر درام، رومانتیک به کارگردانی و نویسندگی نانوک لئوپولد محصول سال ۲۰۱۰ مشترک آلمان، بلژیک و هلند می‌باشد.
از بازیگرانی که در این فیلم به ایفای نقش پرداخته‌اند، می‌توان از زاندرا هولر و دراگن باکما نام برد.
این فیلم اولین نمایش جهانی خود را در ۱۰ سپتامبر ۲۰۱۰ در جشنواره فیلم تورنتو داشت؛ و در آلمان برای اولین بار در شصت و یکمین انجمن جشنواره بین‌المللی فیلم برلین به نمایش درآمد.
این فیلم در سال ۲۰۱۱ در حالی‌که کاندید بهترین فیلم جشنواره فیلم هلند بود؛ موفق به کسب جایزه گلدن کاف بهترین کارگردانی گردید.
حرکت براونی در گیشه به رقم ۱۶٬۹۴۲ دلار  دست پیدا کرد.

## داستان
“حرکت براونی، نوعی از حرکت تصادفی ذرات غوطه‌ور در سیالات (مایع یا گاز) بخاطر برخورد با اتم‌ها یا مولکول‌های آن سیال است”
«شارلوت» رابطه‌ای عاشقانه و صمیمی با همسرش «مکس»، در کنار فرزندشان «بنجامین» دارد.
«شارلوت گودرون فون ریبک» استاد دانشگاه و پزشک آلمانی بیمارستانی در شهر بروکسل است؛ او برای تجربهٔ لذتی متفاوت از همسر خود، با اجاره خانه ای در مرکز شهر، شروع به دعوت و برقراری رابطه‌جنسی متعدد به صورت تصادفی و بدون هیچ احساسی، با مراجعین بیمارستان می‌نماید.
مکس همسر او که مهندس عمران است؛ روزی از شارلوت برای دیدن ساختمان نیمه‌کاره‌اش دعوت می‌کند. شارلوت در آنجا به صورت اتفاقی با کارگر مردی که با او در خانه اجاره‌ای، سکس کرده‌است؛ برخورد می‌کند و بعد از اینکه مرد او را بجا می‌آورد و قصد نزدیک شدن به وی را دارد؛ شارلوت از شدت ترس، دچار حمله عصبی شده و ناخودآگاه به او چند ضربه می‌زند؛ و خودش هم از هوش می‌رود.
شارلوت که مجبور به اعتراف شده‌است؛ در جلسه روانشناسی پزشکی قانونی در بیمارستان «سنت جین دی دیو» بروکسل و در حضور مکس، نوع ارتباط جنسی با هر مردی را متفاوت از دیگری و بدون هیچ شباهتی بهم می‌داند؛ و در عین حال مکس را مردی جذاب، خوش قیافه و عاشق‌پیشه می‌داند؛ و هیچ دلیلی برای برخوردهایش ندارد. مکس که به دنبال دلیلی برای خیانت شارلوت می‌گردد؛ فکر می‌کند که مشاجره او با شارلوت در جشن تولد بنجامین، باعث بی‌وفایی وی بوده‌است؛ او که از تعدد روابط جنسی شارلوت بی‌خبر است؛ تعجب می‌کند که چرا شارلوت برای این منظور به هتل نرفته و خانه اجاره کرده‌است.
شارلوت که از نوع روابطش، متأثر نیست؛ نمی‌تواند توضیح مشخصی برای روانپزشک و در ادامه به دادگاه مرکزی انضباط پزشکی، برای ارتباطات نامتعارفش بدهد؛ و اینگونه پروانه طبابتش باطل و از کار اخراج می‌گردد. شارلوت، خانه اجاره‌ای را به مکس نشان می‌دهد. دو سال بعد، آنها تصمیم می‌گیرند برای ادامه زندگی مشترک به هند بروند؛ و در آنجا صاحب دو فرزند دوقلو می‌شوند. مکس هم در ساختمانی مشغول به کار می‌شود. شارلوت هر روز صبح به ساختمانی نیمه‌کاره می‌رود؛ و در خلوت خود به فکر فرومی‌رود. اما مکس که هنوز نمی‌تواند تردیدهای شارلوت را پشت سر بگذارد و به او بی‌اعتماد است؛ او را در پیاده‌روی صبحگاهی دنبال می‌کند.
شارلوت با هم‌آغوشی در بستر، به مکس که مردد است؛ قول وفاداری می‌دهد.